# Tetracentrum apogonoides
Tetracentrum apogonoides és una espècie de peix pertanyent a la família dels ambàssids.

## Descripció
- Fa 12,5 cm de llargària màxima (normalment, en fa 7,5).
- 9 espines i 10 radis tous a l'aleta dorsal.
- 3-4 espines i 9 radis tous a l'aleta anal.[6][7]

## Hàbitat
És un peix d'aigua dolça, demersal i de clima tropical (23 °C-28 °C; 9°S-10°S).

## Distribució geogràfica
Es troba a Papua Nova Guinea.

## Observacions
És inofensiu per als humans.